# ماختا
ماختا (به لاتین: Maxta) یک منطقه مسکونی در جمهوری آذربایجان است که در شهرستان شرور واقع شده است. ماختا ۲۴۷۸ نفر جمعیت دارد.